# Carya sinensis
Carya sinensis là một loài thực vật có hoa trong họ Juglandaceae. Loài này được Dode mô tả khoa học đầu tiên năm 1912.